# Codex Chisianus
Codex Chisianus 87 (oznaczany siglum 88) – minuskułowy kodeks Septuaginty pochodzący z IX wieku. Jest to jedyny kodeks, który przekazuje pełny grecki tekst Księgi Daniela w wersji Septuaginty. Na liście rękopisów Septuaginty według klasyfikacji Alfreda Rahlfsa został oznaczony numerem 88.

## Opis
Codex Chisianus zawiera Księgę Jeremiasza, Daniela (w wersji Septuaginty), Ezechiela oraz Izajasza. Kodeks ten jest jedyną kopią Septuaginty przekazującą opowieść o Zuzannie w treści Księgi Daniela. Na końcu 12 rozdziału Księgi Daniela manuskrypt zawiera informację, że został skopiowany z rękopisu Tetrapli Orygenesa (ἔγραφη ἐκ τῶν τετραπλῶν ἐξ ὧν καὶ παρετέθη). Tekst kodeksu jest zatem jedynym przedstawicielem wersji LXX pochodzącym z jej recenzji dokonanej przez Orygenesa około 240 roku n.e. Codex Chisianus zawiera Księgę Daniela w wersji Septuaginty co jest o tyle istotne gdyż już we wczesnym Kościele pochodząca z Septuaginty wersja Księgi Daniela została zastąpiona wersją Teodocjona. Obok Papirusu 967 jest to jeden z dwóch zachowanych kodeksów przekazujących tekst tej wersji Księgi Daniela.
Codex Chisianus wykazuje wyraźne podobieństwa z syroheksaplarnym Codexem Ambrosianus 313, przetłumaczonym przez Pawła z Telli w Aleksandrii w latach 616–617 roku n.e. Potwierdza to pogląd, że wersja LXX w recenzji heksaplarnej Orygenesa stała się źródłem przekładów syryjskich. Podobieństwa pomiędzy Codexem Chisianus a przekładem syroheksaplarnym są też bezpośrednim dowodem, że opowiadanie o Zuzannie znajdowało się w orygenesowskiej recenzji Septuaginty. Do czasu odnalezienia Papirusu 967 wersje starołacińskie oraz cytaty z Ojców Kościoła nie pozwalały na ustalenie powszechnie przyjętego tekstu Księgi Daniela w okresie przedheksaplarnym.
Został opublikowany po raz pierwszy w Rzymie w 1772 roku. Jest przechowywany w Bibliotece Watykańskiej (Chis. gr R VII 45).